# Dialecto andaluz oriental

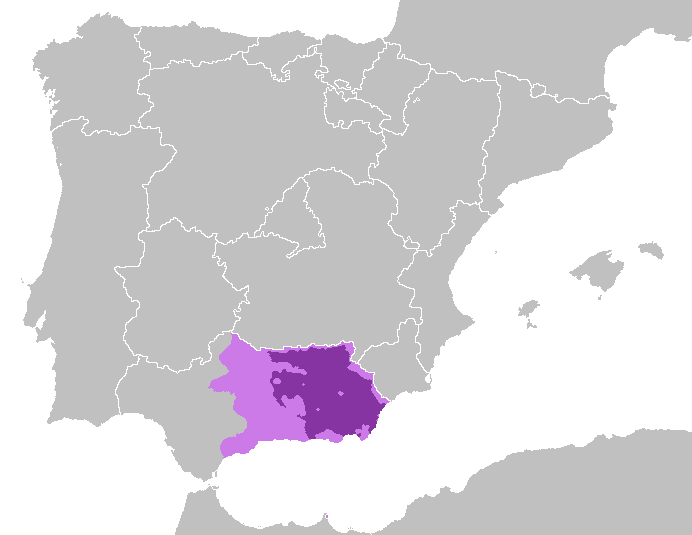
Extensión aproximada del dialecto andaluz oriental

El andaluz oriental es un dialecto, acento o variedad lingüística propia del español hablado principalmente en las provincias de Almería, Granada y Jaén, aunque, al igual que ocurre con otros dialectos del español, sus límites no están muy bien definidos.

## Historia y sociedad

### Al-Ándalus
Antes de la conquista musulmana de la península ibérica, se hablaban en el reino visigodo, una serie de dialectos romances derivados del latín hispánico, que adquirieron algunas formas de las lenguas prerromanas de la península ibérica, que posteriormente pasarían a las nuevas variedades románicas.
Presumiblemente estas variedades existieron entre los siglos VIII y XV, bajo alguno de los varios estados islámicos, pero a partir del período almohade su uso declinó mucho, y es posible que en algunas regiones ya estuvieran extintos hacia finales del siglo XII. Además del minoritario mozárabe en los territorios musulmanes de Al-Ándalus se hablaba de forma considerable el árabe andalusí junto a otras lenguas minoritarias como las bereberes [cita requerida] y las judías. [cita requerida] Se cree que las variedades del español andaluz derivan casi enteramente del castellano que se establece en esta área tras la Reconquista: a partir del siglo XIII en la Andalucía bética, y a partir del siglo XV en la Andalucía penibética (reino nazarí de Granada).

### Reconquista
Las variedades meridionales del español se formaron aproximadamente entre los siglos XIII y XVII, durante la reconquista, una época donde el español medieval sufrió importantes reajustes fonológicos, por lo que muchos de los rasgos innovadores del español son universales a todo el español meridional o a la mayor parte del mismo, mientras que los rasgos conservados son más frecuentes en el español septentrional.
Los dialectos del español meridional son los comprendidos en la mitad sur peninsular, en las islas Canarias y en gran parte de América. Presentan rasgos menos conservadores en su pronunciación, con rasgos fonéticos diferenciadores muy marcados. Estos dialectos son fruto de la expansión castellana al amparo de la Reconquista hacia el sur y la mezcla de variedades del español del norte y otros idiomas peninsulares.

### Conquista del Reino de Jaén
Tras la conquista formal del Reino de Jaén (1246), también conocido como el "Santo Reino", fue repoblado por manchegos, valencianos y aragoneses, esto se puede notar en que está mucho menos hibridado con el árabe y el mozárabe, a diferencia del andaluz o el murciano, lo que lo acerca al manchego. El andaluz oriental procede de la evolución del español llevado al Reino de Jaén por hablantes de español nativos de otras regiones y su posterior extensión tras la conquista del Reino de Granada. Es dudosa la presencia de hablantes de mozárabe en el siglo XIII en el Reino de Jaén, ya que por esa época el uso de variedades romances había disminuido mucho en toda el área controlada por los reinos musulmanes. Por esa razón parece que el dialecto sería casi enteramente una evolución de hablas llevadas por castellanos, aragoneses y valencianos, del que existen elementos claramente atribuibles al valenciano medieval. [cita requerida] Jaén dependía eclesiásticamente del Toledo y su población estuvo más influida por Toledo y las variedades manchegas que por el Reino de Sevilla. [cita requerida]

### Conquista del Reino de Granada
Desde la Reconquista (1492) hasta el fin de la Rebelión de las Alpujarras (1571) la mayor parte de la población del Reino de Granada era mudéjar, siendo mínima la población procedente de los reinos cristianos. Así, tras las deportaciones ocurridas en 1569, 1570 y 1571, el Reino de Granada quedó prácticamente despoblado; de esta forma, fueron expulsados 140.000 mudéjares. El principal reflejo del árabe, en sus diferentes variedades culta y dialectal estuvo presente en la región entre los siglos VIII y XVII cuando se expulsó a los últimos moriscos. A pesar de esto, el andaluz oriental tiene menos influencia árabe que el andaluz occidental y el murciano.
La procedencia de los repobladores explica la evolución del dialecto andaluz oriental. Como ejemplo, según los documentos acerca de las repoblaciones en el antiguo Reino de Granada, se recoge que en las comarcas del centro de la actual provincia de Almería, casi la mitad de los repobladores que se asentaron eran murcianos, siendo el resto valencianos y jiennenses y, en menor medida, cordobeses, sevillanos y castellanos. Tras estas repoblaciones se expande la semilla generada en el reino de Jaén y se conforma el continuo de dialectos que terminaría dando lugar a lo que hoy se conoce como andaluz oriental.
En Jaén la hispanización es mayor que en el resto. Posiblemente la trashumancia a partir del siglo XII y otros procesos mantuvieran a Jaén más vinculado con el norte, mientras Granada y Almería no lo estarían tanto, esto puede verse en muchas diferencias internas. Desde el punto de vista jurisdiccional el territorio del reino de Jaén era tanto realengo como señorial, existiendo en él señoríos tanto laicos como eclesiásticos y era tierra de paso para acceder al sur.

### Modernidad
Es plausible pensar que el dialecto ha seguido una tendencia de hispanización
lingüística en los últimos siglos por lo que el dialecto arcaico tendría más elementos fonológicos y morfológicos propios.

### Actualidad

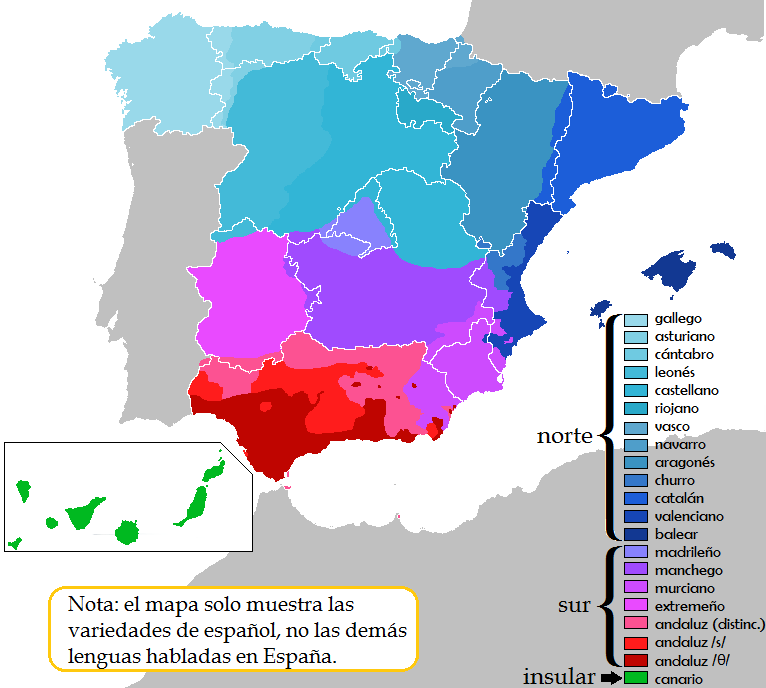
Acentos que confluyen en Andalucía Oriental

## Diversidad interna
Como sucede con otras modalidades lingüísticas romances, se puede considerar al andaluz oriental como un conjunto de hablas heterogéneas de carácter local o comarcal que comparten rasgos entre sí. Algunos expertos lo han denominado como un parte de un continuo dialectal o una variedad lingüística histórica del español. A su vez, otras clasificaciones lo agrupa junto al andaluz, al manchego, o al murciano. Sus rasgos característicos se presentan de manera distinta y discontinua a lo largo del territorio.
Las diferencias geográficas, al igual que en otros dialectos del español, nunca son abruptas sino graduales, y la transición entre los diferentes dominios dialectales resulta razonablemente progresiva, aunque no exactamente continua. En la transición de una variedad a otra se distinguen isoglosas que en ocasiones tienden a agolparse en torno a una barrera natural. Así, por ejemplo, las distintas hablas de España no son homogéneas, por lo que cualquier generalización debe ser vista con cierta perspectiva.
La clasificación intradialectal en andaluz oriental puede distribuirse por lo común entre dos y ocho grupos de carácter supracomarcal y que suelen coincidir con los límites provinciales. Los rasgos lingüísticos comunes a estas áreas, son mucho mayores que las pequeñas diferencias existentes entre ellas, por lo que esta clasificación es discutible y en gran parte se pueden considerar como una unidad. Los límites de las diferentes hablas entre sí no están del todo claros, salvo casos conocidos y evidentes como el de algunas hablas con características diferenciadas del resto, que se resaltará más adelante.
Su límite geográfico es muy difuminado y probablemente siempre lo ha sido. No hay unanimidad sobre la distribución espacial concreta de los rasgos dialectales dados los límites difuminados que presenta con el dialecto andaluz, el dialecto manchego, y el dialecto murciano, sobre todo en la periferia, donde las hablas locales suponen una transición con las variedades colindantes. La clasificación hecha por Iventia agrupa las diferentes hablas locales en distintos grupos, en los que podemos destacar:
- Bajo Andaluz Oriental: Provincia de Jaén y parte este de Córdoba.
- Alto Andaluz Oriental: Provincia de Almería y noreste de la provincia de Granada.
- Transicional Granadino: Centro y sur de la provincia de Granada y suroeste de la provincia de Almería. Rasgos encontrados también en el sureste de Córdoba y en la provincia de Málaga.

## Fonética y fonología
El andaluz oriental presenta una fonética y fonología arcaicas a la vez que innovadoras respecto al español normativo, a la que se suman gran cantidad de aragonesismos, catalanismos y valencianismos fonéticos, fruto de la procedencia de los primeros repobladores. El repertorio consonántico es básicamente el mismo que el del español general, salvo algunas diferencias. Nótese que la mayoría de estos desarrollos están presentes en otras variedades dialectales del español peninsular, muchos rasgos del andaluz oriental lo acercan al andaluz, otros al murciano, y otros al manchego, mientras que otros rasgos son desarrollos autóctonos.

### Consonantes aspiradas

#### Fonema /x/
La /x/ generalmente mantiene la pronunciación velar como en español normativo, a diferencia de la mayoría del andaluz occidental donde se reduce a [h], aunque en algunas zonas puede ocurrir una lenición en [h] por influencia del andaluz occidental. Esta lenición coincide en gran parte con el área de distinción de /s/ y /θ/, y también supone una importante isoglosa frente al andaluz occidental, dándose en la mitad suroccidental de Granada, Poniente Almeriense y pequeñas zonas de la de Jaén.
En algunas zonas como Jaén, la /x/ puede adquirir una pronunciación vibrante múltiple o fricativa uvular sorda [ʀ̥ ~ χ], el denominado ronquido de Jaén.
En ocasiones de énfasis y en algunas palabras pueden aparecer una /x/ epentética, si una palabra comienza por vocal, con sus diferentes variantes [ʀ̥ ~ χ ~ x ~ h]. Por ejemplo: jarte (arte), etc.
En algunas lexicalizaciones el fonema /x/ puede realizarse de forma arcaica como /t͡ʃ/, por ejemplo: gacho (gajo), etc.

#### Restos del antiguo fonema /h/
El español medieval tenía el fonema /h/, generalmente en palabras con etimología árabe, o proveniente de las palabras patrimoniales con heredadas del latín que tenían /f-/ inicial. Ver: Cambio fonético «f → h» del español.
En el español normativo este fonema no se pronuncia y se considera un arcaísmo, pero en algunos dialectos meridionales se ha conservado, entre los que destaca el andaluz occidental, especialmente en las zonas rurales. En andaluz oriental este rasgo es ocasional, y aunque es posible que estuviera omnipresente en el pasado, apenas hay evidencia de conservación tardía excepto algunas áreas, al igual que en la mayoría de dialectos meridionales. No obstante hay algunas lexicalizaciones fusionadas con el fonema /x/ que pueden alternar con las diferentes variantes de pronunciación de /x/, resultando en [ʀ̥ ~ χ ~ x ~ h]. También hay casos de lexicalizaciones que conservan la /f-/ inicial latina, tal vez por restauración etimológica. En la actualidad este rasgo marginal está en retroceso, también en Andalucía occidental donde es mayoritario.

#### Aspiración del fonema /f/
La aspiración en el fonema /f/ es un cambio mayoritariamente testimonial, y representa una continuación histórica del cambio fonológico anterior. Consiste en la aspiración de /f/- inicial en [h]. Por ejemplo: Botijuela (Botifuera)

### Seseo, ceceo y jejeo

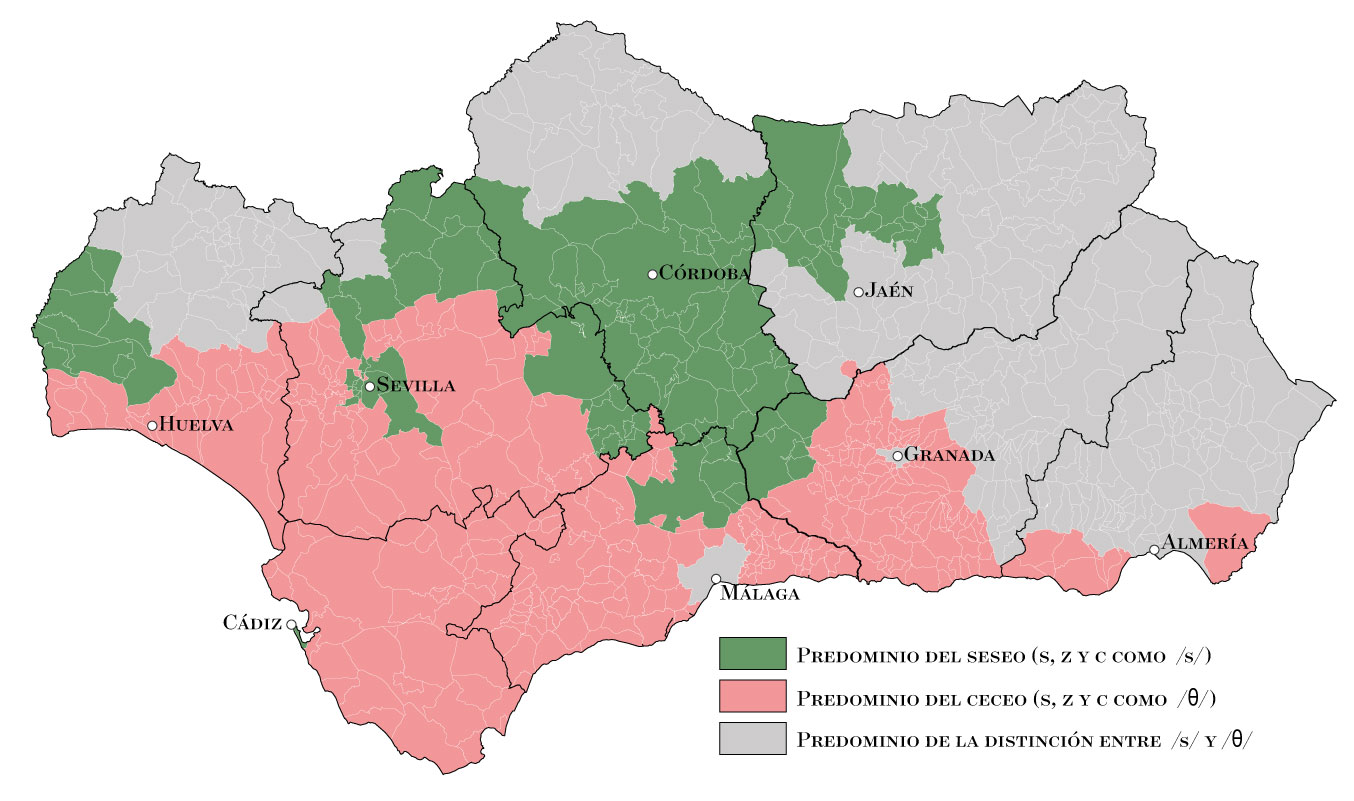
Mapa de distribución a grandes rasgos de la fusión de sibilantes en Andalucía; seseo, ceceo y distinción

El seseo, ceceo y jejeo son fruto de la indistinción de los fonemas /s/ y /θ/ en posición inicial e intervocálica, dando como resultado del seseo a [s], del ceceo a [θ], y del jejeo o heheo a [x ~ h]. También en algunas zonas y ocasiones estos fenómenos se pueden dar sólo en posición inicial de palabra.
Estos fenómenos se dan en gran parte de Andalucía, pero en andaluz oriental su extensión está muy limitada, y se dan normalmente como islas lingüísticas entre una mayoría distinguidora de /s/ y /θ/ al igual que el español normativo. La fusión de sibilantes es una de las principales isoglosas frente al andaluz occidental.
El origen de estas islas lingüísticas en el área es un tanto incierto y podría atribuirse muy posible a una herencia andaluza, valenciana o a un desarrollo autóctono. Destacamos el uso tradicional de estos fenómenos en los siguientes municipios, aunque en la actualidad se están perdiendo en favor de la solución distinguidora:
Seseo:
Córdoba: mayoritario
Jaén: Se encuentra mayoritariamente al oeste y en el valle del Guadalquivir, destacan Torredelcampo, Alcalá la Real, Santa Ana, La Fuente del Rey, Santiago de Calatrava, Marmolejo, Andujar, Arjona, Bailén, Cazalilla, Jabalquinto, Baeza.
Granada: Zona noroccidental
Almería: Es casi testimonial
Hay algunas lexicalizaciones derivadas de realizaciones seseantes que pueden ser usadas por distinguidores como: azuzar AFI: [asusar]
Ceceo:
Córdoba: Inexistente
Jaén: Mengíbar, Pegalajar, Mures, Venta de Agramaderos, Castillo de Locubín.
Granada: Capital, Valle de Lecrín, Costa Granadina.
Almería: En la zona de la Baja Alpujarra (Alcolea, Berja, Adra, Dalías y Balerma).
Hay algunas lexicalizaciones derivadas de realizaciones ceceantes que pueden ser usadas por distinguidores como: sapo AFI: [θapo]
Jejeo o heheo:
En general el jejeo o heheo está poco estudiado, suele ser ocasional y esporádico y se da mayoritariamente en zonas tradicionalmente ceceantes donde coexiste con él. Depende mucho del sociolecto usado
Córdoba: Residual
Granada: Se da en zonas puntuales
Almería: En la zona de la Baja Alpujarra (Alcolea, Berja, Adra, Dalías y Balerma).
Hay algunas lexicalizaciones derivadas de realizaciones jejeantes que normalmente son usadas por no distinguidores como coletillas.

### Sibilantes /s/ y /θ/
En Andalucía hay dos sibilantes especiales /s̄/ y /s̻/. En andaluz oriental se usa mayoritariamente la /s̄/ coronal plana o la predorsal o laminar /s̻/ mayoritaria en el Andaluz occidental, frente a la /s̺/ apical mayoritaria en el español peninsular. No obstante el resto de realizaciones también se dan dependiendo del área, por ejemplo en sierra morena o el extremo este donde se usa de forma natural la /s̺/ apical. Tanto distinguidores como seseantes usan las variantes especiales de las sibilantes andaluzas, asimismo, los ceceantes usan ocasionalmente una de ellas cuando alteran su modo habitual de hablar en determinados contextos. Hay restos de pronunciación de la fricativa alveolar sorda /s/ como [ʃ], en la sierra de Segura.
La fricativa interdental sorda /θ/ es pronunciada en posición inicial de sílaba con un tono más sordo y enfático que en español normativo [θ̟], que en ocasiones puede ir prenasalizada [ⁿθ̟] o prerroticizada [ʳθ̟]. Hay rastros arcaicos en los que en algunas palabras la /θ/ conserva su fonética original en [t͡s] pronunciada como [t͡ʃ].

### Africada postalveolar sorda /t͡ʃ/
La africada postalveolar sorda /t͡ʃ/ tiene un sonido distinto del español normativo, en ocasiones más fuerte que en el resto de la península, cercana a la murciana y en contraste con la andaluza. El sonido no está completamente descrito, pero se acerca a una africada alveolo-palatal sorda velarizada [t͡ɕˠ ~ t͡ɕˣ], que en ocasiones de énfasis y en algunas palabras puede ir prenasalizada como [ⁿt͡ɕˠ ~ ⁿt͡ɕˣ], generando incluso una nasal epentética ante la africada. Por ejemplo: muncho (mucho), menchero (mechero).
Hay rastros residuales de debilitamiento en fricativa postalveolar sorda [ʃ] de la africada postalveolar sorda /t͡ʃ/, al igual que en andaluz occidental, normalmente en Málaga, dos tercios del sur de Granada, testimonial en el sur de Almería y en algunas localidades concretas de Jaén y Córdoba.

### Yeísmo y lleísmo
Tanto el yeísmo como el lleísmo son fruto de la indistinción fonémica entre el sonido representado por elle /ʎ/ y el representado por ye /ʝ/. Ambos fenómenos se diferencian en el resultado de esta indistinción:
- El yeísmo da como resultado [ʝ], u otras realizaciones diversas dependiendo de la zona, tales como [j], [gʲ], [ʃ], e incluso puede llegar a pronunciarse como [s]. Es un rasgo general compartido con el subgrupo español meridional, y en andaluz oriental es especialmente predominante. Actualmente es un fenómeno expansivo y generalizado en casi toda la península, incluso en zonas en las que no lo estaba, va en aumento, sobre todo entre los jóvenes y en zonas urbanas, debido a la influencia de los medios de comunicación, que normalizaron el yeísmo, ya presente en Madrid.
- El lleísmo da como resultado [ʎ]. Es un rasgo escaso en español, y en andaluz oriental es muy raro.

En algunos lugares ambos fonemas adquieren un fuerte rehilamiento al fusionarse.
- La distinción entre /ʎ/ y /ʝ/ hay rastros de que se conservó de forma tardía en algunas zonas aisladas, que a día de hoy son casi imposibles de localizar, debido a la expansión reciente del yeísmo. En ocasiones esta distinción dio lugar a otros desarrollos que mantenían la distinción, tales como: valla [baʒa], vaya [bae̯a], o pollo [poʝo], poyo [pojo ~ poi̯o].

### Palatización innovadora
La palatalización ante yod suele ser un desarrollo esporádico bastante común tanto en posición inicial como en posición intervocálica, aunque en la actualidad está desapareciendo:
- folio [foljo] → [folʲo] → [foʎo]
- quiero [kjeɾo] → [kʲeɾo] → [cˠeɾo]
- dios [djos] → [dʲos] → [ɟos]
- sitio [sitjo] → [sitʲo] → [sico]
- niebla [njeβ̞la] → [nʲebla] → [ɲebla]

### Velarización innovadora
Es un rasgo muy arcaico que se da en ocasiones, especialmente en algunas zonas con influencia murciana histórica. Se da en posición inicial, intervocálica, implosiva ante consonante o final. En la actualidad está casi desaparecido. Destaca la /l/ que puede palatizarse o adquirir resonancia velar al inicio:
- luna [luna] → [lʲuna] ~ [ɫuna]
- salto [salto] → [saɫto]
- cuartel [kwartel] → [kwarteɫ]

### Labialización innovadora
Las consonantes /g/ y /b/ se confunden en ante vocales posteriores /u/ y /o/, también los diptongos que empiezan en /u/, ambas realizaciones se fusionan inevitablemente en un archifonema /w/, que puede permutar entre varias pronunciaciones alofónicas. Por ejemplo: gufanda (bufanda), goina (boina), busano (gusano), borro (gorro), y bueso, güeso (hueso).

### Metátesis consonántica
Puede ocurrir con casi todas las consonantes, pero es especialmente común en la /r/. Puede ocurrir de seis formas; C indica consonante, V indica vocal, X indica posiciones posibles de /r/:
- CXVCXV: croqueta → cocreta; gabriel → grabiel
- CVXCXV: cuartal → cuatral; amugronar → amurgonar
- CXVX: pertenecer → pretenecer; prevenir → pervenir

### Elisión de oclusivas sonoras
El fenómeno de elisión de las oclusivas sonoras, /b/, /d/ y /g/, ocurre en posiciones iniciales e intervocálicas, especialmente cuando adquieren una pronunciación fricativa, /β/, /ð/ y /ɣ/. Según lo siguiente:
- Oclusiva bilabial sonora /b ~ β/: Aunque en general es una tendencia poco común se puede dar una elisión de -b- intervocálica o inicial. Por ejemplo: haemos (habemos), amos (vamos). Mientras que también se puede conservar una -b- etimológica o puede aparecer una /b/ epentética, en algunos casos como toballa (toalla), teniba (tenía), sabuco (sauco).
- Oclusiva dental sonora /d ~ ð/: Hay una tendencia generalizada a la desaparición de /d ~ ð/ intervocálica y puntualmente se da el caso de elisión de /d/ inicial. Se puede notar una ausencia relativa de /d/ intervocálica, muy extendida en el habla popular en toda España, donde la /d/ intervocálica se elide prácticamente siempre, como un rasgo típico de los dialectos meridionales aunque algunas palabras pueden darse también en los dialectos septentrionales como ná (nada), tó (todo) y cá (cada), pero es casi universal en andaluz oriental. Se da mayoritariamente en la terminación para formar participios y adjetivos derivados de ellos como -ado, -ada, -ido e -ida. En ocasiones se conserva en algunas palabras y en ocasiones formales se pueden dar casos de hipercorrección de -d- como por ejemplo en vacido (vacío), frido (frío), etc. Algunos ejemplos de elisión pueden ser: pué (puede), dormío (dormido), etc.
- Oclusiva velar sonora /g ~ ɣ/: En general es frecuente.

### Sonorización y ensordecimiento de oclusivas
Los fenómenos de sonorización y ensordecimiento se dan cuando una oclusiva sorda adquiere una pronunciación sonora, y cuando una oclusiva sonora adquiere una pronunciación sorda, respectivamente. Se consideran rasgos arcaizantes que se han conservado como lexicalizaciones, y se pueden definir como los cambios respectivos de /b ~ β/ ↔ /p/, /d ~ ð/ ↔ /t/, y /g ~ ɣ/ ↔ /k/:
- Sonorización: Frecuente en posición intervocálica. Por ejemplo: regostar (recostar), ambolla (ampolla), etc.
- Ensordecimiento: Son numerosos los casos de mantenimiento en posición intervocálica desde su etimología original, aunque en otras ocasiones también haya una presencia no etimológica. Por ejemplo: cocote (cogote), acachar (agachar), papellón (pabellón), etc.
- Neutralización: Se da en posición inicial de palabra. Por ejemplo: guchillo (cuchillo), cangrena (gangrena), garraspera (carraspera), etc.

### Cambios en vibrantes y laterales
- Vibrante alveolar múltiple /r/, sufre cambios ocasionales en la pronunciación y se sustituye por una vibrante uvular simple [ɢ̆ ~ ʀ̆] o se gemina en [rː]
- Vibrante alveolar simple /ɾ/, sufre cambios ocasionales en la pronunciación en posición intervocálica y se pronuncia como una aproximante alveolar [ɹ] o desaparece. Hay algunas lexicalizaciones de este fenómeno como: parece [paeθe]
- Aproximante lateral alveolar /l/, sufre cambios ocasionales en la pronunciación, especialmente en posición intervocálica donde se fusiona con la vibrante alveolar simple [ɾ]. Hay algunas lexicalizaciones de este fenómeno como: abuerito (abuelito)

### Otros desarrollos característicos
- Confusión ocasional entre las oclusivas sordas /k/ y /t/, donde ambas permutan indistintamente.
- Confusión de /b/ y /m/ en entornos nasales, donde ambas se neutralizan en /m/. El fenómeno es una tendencia que sigue en parte presente con gran cantidad de casos lexicalizados: mandurria (bandurria), meneno (veneno), almóndiga (albóndiga), moñiga (boñiga), etc.
- Confusión ocasional entre /l/ y /n/, por ejemplo: alimal (animal), ánima (alma), etc.
- Adhesión de una vocal protética /a/ ante /r-/ inicial, muy común en las lenguas mozárabes y en euskera, mientras que en otros casos se mantiene igual que en español. Por ejemplo: arrascar (rascar), arrodear (rodear), arromper (romper), arrecoger (recoger), etc.
- Pérdida puntual de /n/ intervocálica. Por ejemplo: tié (tiene), etc.
- Pérdida puntal de /m/, residual. Por ejemplo: acho (macho), ira (mira), etc.
- Presencia frecuente de una nasal epéntica ante /p/: himpócrita (hipócrita)
- Pérdida ocasional de r y l en posiciones en las que forma un grupo consonántico en posición implosiva. Por ejemplo: pograma (programa), caro (claro), etc.

## Aspiración y realización de consonantes en posición implosiva
Las consonantes en posición implosiva normalmente se aspiran, este es un rasgo fonético tan complejo que requiere una sección aparte. Es una de las características principales común al subgrupo español meridional, y se reconoce como la principal isoglosa distintiva frente al español septentrional. Dependiendo de las consonantes el resultado será diferente:

### Aspiración de /-s/ implosiva
La aspiración de /-s/ implosiva es una de las características principales que hacen que este dialecto esté encuadrado en el subgrupo español meridional, que en andaluz oriental resulta en diez grados diferentes de apertura vocálica, al igual que en murciano y en contraste con otros dialectos como el manchego que aspira en [x] y el andaluz y el extremeño que aspiran en [h ~ ʰ], al igual que las variedades canarias y hispanoamericanas. Este fenómeno es muy mayoritario en español, aunque la solución del desdoblamiento vocálico que hace el andaluz oriental junto con el resto de variedades surorientales es escaso. Este proceso es muy importante para entender la evolución del sistema vocálico.

#### Desdoblamiento vocálico
El sistema vocálico del andaluz oriental distingue más timbres que el español estándar, característica dialectal clave que comparte especialmente con el murciano, este vocalismo ha sido denominado tradicionalmente como vocalismo de tipo murciano-granadino, o de tipo suroriental. El sistema vocálico se compone de diez timbres vocálicos agrupados en pares, teniendo siempre uno de los pares su timbre alargado o abierto sobremanera (en realidad articuladas con la raíz de la lengua avanzada). Se da en un área continua que incluye Andalucía Oriental, Murcia, y algunas comarcas surorientales de La Mancha. Es sin duda el rasgo fonético mejor conservado frente a la creciente hispanización
. Donde ha desaparecido la /s/, las vocales adquieren un valor diferenciado entre vocales cerradas y abiertas para diferenciar singulares y plurales: [pje] (pie), [pjɛ] (pies). 
Esto fue muy tempranamente reconocido como testimonian los trabajos de T. Navarro Tomás (1939) y E. Alarcos Llorach (1949). Este último postula un sistema de ocho timbres diferentes [i, e, ɛ, æ, a, ɔ, o, u]. Otros lingüistas como M. Alvar (1955) amplían este sistema aún más hasta las diez unidades distintivas [i, ɪ, e, ɛ, æ, a, ɔ, o, ʊ, u], y un sistema similar de diez unidades fue propuesto por G. Salvador Caja (1957), aunque luego lo redujo a nueve realmente distintivas. En conclusión se puede decir que estas variaciones dependen de la zona y que en general hay un desdoblamiento vocálico que transforma las cinco vocales típicas del español en diez en las variedades surorientales. 
|             | Anterior | Posterior |
| ----------- | -------- | --------- |
| Cerrada     | i        | u         |
| Semicerrada | ɪ        | ʊ         |
| Central     | e        | o         |
| Semiabierta | ɛ        | ɔ         |
| Abierta     | æ        | a         |

La oposición entre vocales abiertas y cerradas se percibe generalmente en la formación del plural, donde la diferencia de apertura permite distinguir singular de plural. La vocal abierta o alargada funciona como marca de plural. Téngase en cuenta que en las siguientes transcripciones no se han aplicado las mutaciones consonánticas:
| Glosa (Singular) | Forma fonológica (Singular) | Glosa (Plural) | Forma fonológica (Plural) | Género    |
| ---------------- | --------------------------- | -------------- | ------------------------- | --------- |
| el perro         | /el pero/                   | los perros     | [lɔ perɔ] ~ [lɔ pɛrɔ]     | masculino |
| la mesa          | /la mesa/                   | las mesas      | [læ mesæ] ~ [læ mɛsæ]     | femenino  |
| el verde         | /el berde/                  | los verdes     | [lɔ berdɛ] ~ [lɔ bɛrdɛ]   | masculino |
| el caqui         | /el kaki/                   | los caquis     | [lɔ kakɪ] ~ [lɔ kækɪ]     | masculino |
| la tribu         | /la tribu/                  | las tribus     | [læ tribʊ] ~ [læ trɪbʊ]   | femenino  |

Asimismo, este tipo de vocal evita la confusión entre algunas formas de la flexión verbal, especialmente entre la 2.ª y 3.ª persona del singular:
| 1.ª persona | 2.ª persona      | 3.ª persona |
| ----------- | ---------------- | ----------- |
| ando        | andas [andæ]     | anda        |
| tocaba      | tocabas [tokabæ] | tocaba      |
| pierdo      | pierdes [pjerdɛ] | pierde      |
| cuento      | cuentas [kwentæ] | cuenta      |

Este es un rasgo muy característico muy difícil de ocultar conscientemente que frecuentemente delata el origen del hablante. Por este fenómeno oralmente, en esta variedad, las palabras acaban siempre en vocal, permitiendo solamente acabar en consonante cuando esta es la nasal -n donde no se produce el fenómeno arriba comentado.

#### Armonía vocálica
En posición final de palabra, la aspiración de /-s/ resulta en un cambio en la apertura vocálica de la vocal final que suele desencadenar la llamada armonía vocálica en el resto de vocales.

### Aspiración de /-θ/ implosiva
La realización de la fricativa sibilante /-θ/ implosiva puede dar cuatro resultados posibles:
- Conservación de /-θ/ implosiva. Parece estar reintroducido por la castellanización, aun así es raro.
- Neutralización de /-θ/ implosiva en /-s/. Desarrollo considerado como un arcaísmo en el propio dialecto, también se da en ocasiones cuando aumenta el nivel de formalidad.
- Aspiración de la /-θ/ implosiva, resultando en la apertura vocálica extraordinaria típica de las variedades surorientales, dándole a la vocal afectada una realización fricativa dental sorda como [ɪᶿ, ɛᶿ, æᶿ, ɔᶿ, ʊᶿ]. Este es el resultado más común de la realización de /-θ/ implosiva. Podemos distinguir la adquisición de un timbre especialmente peculiar y característico en Jaén, Granada y Almería y en muchas zonas de Córdoba y Málaga. No suele armonía vocálica, aunque puede verse en algunas zonas y contextos.
- Elisión parcial o completa con la pérdida del sonido. Similar al desarrollo anterior de la aspiración de la /-θ/ implosiva, pero en este caso se da una reducción del timbre vocálico, haciendo a las vocales levemente perceptibles e incluso llegando a elidirse en zonas de Córdoba, Granada y Málaga, por influencia del andaluz occidental.

### Aspiración de /f/ y /x/ implosivas
Las fricativas no sibilantes /f/ y /x/ implosivas, normalmente se aspiran, tienden a dar soluciones acentuadas y velarizadas. Por ejemplo: golf AFI: [goɫ]

### Neutralización de líquidas /-r/ y /-l/ implosivas
Véase lambdaización y rotacismo. Ambos consisten en la pérdida de distintividad o de contraste entre los archifonemas /R/ y /L/ en posición implosiva ante consonantes o al final de palabra. Este rasgo ya estaba documentado entre los mozárabes y fue omnipresente en los dialectos meridionales del español, y muy posiblemente fuera omnipresente en andaluz oriental, sin embargo, esta confusión no es universal hoy en día y depende en gran parte de la clase social y el nivel de cultura, ya que en la actualidad está mayoritariamente corregido por la influencia del español estándar aunque permanece presente con relativa vitalidad en algunas zonas. El fenómeno a pesar de ser bien conocido hay pocos datos sobre la distribución de los diferentes desarrollos posibles, que dependen en gran parte de la zona, del habla y del individuo:
- Rotacismo: Fusión de ambos fonemas en -r/-ɾ. Por ejemplo: arto (alto), sarto (salto), etc.
- Lambdaización: Fusión de ambos fonemas en -l. En general es bastante común que el rotacismo. Por ejemplo: cuelpo (cuerpo), saltén (sartén), etc.
- Alofonía indiferente: Fusión de ambos fonemas en un archifonema mixto percibido como alveolar [ɹ ~ ɺ].
- Alofonía diferente: Consiste en la transposición de ambas o en el uso indistinto de ambas como solución del alófono. Se da especialmente en infinitivos. Por ejemplo: saltar, sartar, saltal (saltar), etc.
- Aspiración: Posiblemente la solución más común. Termina dando una vocal más abierta, especialmente en Jaén, Granada y Almería, que puede realizarse con soltamiento lateral, soltamiento vibrante o soltamiento aproximante, dependiendo de la zona. En algunas ocasiones esporádicas se puede dar incluso la nasalización de la vocal precedente.
- Elisión: Consiste en la omisión de uno de ambos fonemas en posición implosiva, normalmente conservando la apertura vocálica pero ahora sin influencia de la líquida, aunque en las zonas más occidentales se puede llegar a perder incluso la apertura vocálica característica, dejando una vocal corriente. En general es más común la elisión de /r/ y la conservación de /l/.

Todos estos desarrollos pueden derivar en armonía vocálica.

### Nasales implosivas
Las nasales en posición implosiva frecuentemente se pronuncian como /n/ o adquieren características de las consonantes siguientes de la misma manera que el español normativo y normalmente nasalizan o velarizan la vocal anterior. Rara vez desaparecen o se aspiran.
También se da la velarización de /n/ final en [ŋ] (con posible nasalización de vocales) así la palabra pan se pronuncia como [paŋ] o [pãŋ].

### Mutaciones consonánticas
Las mutaciones consonánticas son el fruto del debilitamiento articulatorio de consonantes implosivas y del sistema vocálico. Se consideran una marca dialectal clave, de los dialectos meridionales, y son muy notables en murciano y andaluz. Una serie de mutaciones que cambian la consonante según la posición que esta ocupe
Bajo y Alto Andaluz oriental y parte de Transicional Granadino: Las vocales aspiradas junto con consonantes sonoras generan consonantes sordas
Transicional Granadino y parte de Andalucía central: Las vocales aspiradas junto con consonantes sonoras generan conservan la sonora pero pierden la aspiración
En posición interna de palabra ante consonantes, la aspiración de /-s/ resulta en una geminación
Reduplicación consonántica (asimilación)
Las sibilantes [S: s, θ] aspiradas fricativizan las oclusivas sonoras:
/Sb ~ Sβ/ → [ɸ ~ f ~ β~ v]
/Sd ~ Sð/ → [θ ~ ð]
/Sg ~ Sɣ/ → [x ~ ɣ ~ ħ]

### Reducción de grupos consonánticos cultos de ciertas palabras
Esta sección incluye grupos de dos consonantes en los que la consonante implosiva se pierde sin aspirar la vocal. No obstante en la actualidad la mayoría de las consonantes se han restaurado y se aspiran normalmente generando las típicas mutaciones consonánticas:
kn → n → tenología (tecnología)
gn → n → dino (digno)
kt → t → letura (lectura)
pt → t → ato (apto)
ks → s → escavar (excavar), esamen (examen)
ns → s → así (ansí). En ocasiones la /n/ se conserva.
bx → x → ojeto (objeto)
lx → x → ajibe (aljibe) 
rx → x → alfaje (alfarje)
nx → x → ágel (ángel). Desarrollo residual, solo en algunas ocasiones.

## Oscurecimiento del sistema vocálico
Esta sección es una recopilación de diferentes situaciones en las que el sistema vocálico puede oscurecerse, es decir, cuando alguno de los sonidos vocálicos en una posición concreta pierde su capacidad distintiva y se fusiona con otro.

### Acentuación
Es muy común que los patrones de acentuación de las palabras afecten a la calidad de las vocales:
- Vocales átonas: En general las vocales átonas sufren gran variedad de cambios cualquiera que sea su posición silábica
- Vocales tónicas: En muchas ocasiones las vocales tónicas /e/ y /o/,puede pronunciarse como /ɛ/ y /ɔ/ respectivamente.

### Indistinción del final
Es un proceso curioso que se da en algunas zonas, aunque hay que recalcar que en ninguna zona esta confusión es completa, y no se suele dar en más de dos vocales, las cuales varían por zona. Consiste en la fusión de las vocales "cerradas" con su contraparte "abierta", es decir: [i ~ ɪ], [e ~ ɛ], [a ~ æ], [o ~ ɔ], [u ~ ʊ]; lo que lleva a una indistinción del final y por consecuencia del plural. En algunas áreas se puede conservar la armonía vocálica mientras que hay áreas en las que se pierde completamente junto con la vocal, esta indistinción puede generar plurales alternativos, entre el que destaca la terminación: /a/ (sg.) → /ɛ/ (pl.), a veces trasladando también el singular a /e/, caso especialmente abundante en zonas de Almería contiguas a Murcia. En otras ocasiones se pueden fusionar las vocales singulares "cerradas" finales con otras vocales singulares "cerradas", generalmente esto se dan si tienen una posición átona, como en /-e → -i/ y /-o → -u/.

### Metátesis vocálica
Tanto en posición de hiato como de diptongo, la /i/ y /u/ pueden pasar a la siguiente sílaba, o en el caso contrario, pueden pasar a la sílaba anterior, con los siguientes dos esquemas posibles, donde puede ocurrir de dos formas; C indica consonante, V indica vocal, X indica posiciones posibles de la vocal afectada:
- CXVCXV: ciudad → zudiad; estatua→ estuata
- CVXCXV: cuidar → cudiar; nadie → naide

Normalmente la /i/ tiene muchas más posibilidades de sufrir metátesis que /u/. también muchas veces sufre metátesis en posiciones en las que no necesita un diptongo o hiato, y forma un grupo consonántico cuando desaparece. En algunas ocasiones en las que /e/ y /o/ forman un diptongo o hiato con /a/, también pueden pasar por el mismo proceso.

#### Metafonía
A veces la metátesis no actúa generando un diptongo o un hiato, sino que cambia la vocal, conservando la vocal modificadora. El proceso se denomina metafonía. Los ejemplos son comunes:
| Original | Ante i | Ante e | Ante o | Ante u |
| -------- | ------ | ------ | ------ | ------ |
| i        | -      | e      | e      | -      |
| a        | e      | -      | -      | o      |
| u        | -      | o      | o      | -      |

No se da en todas las palabras, pero hay algunos ejemplos: osted (usted), etc.
También hay casos de disimilacion donde las vocales repetidas en distintas sílabas adquieren otro valor, por ejemplo: nusotros (nosotros), etc.

## Entonación
De forma similar a otras variedades del español, el acento tonal o tonillo varía de forma local. La entonación característica es ascendente en las frases, con alargamiento de la vocal final, aunque en gran parte depende de la zona. Atlas interactivo de la entonación.

### Acentuación fonológica
En general las palabras tienden a ser llanas, por ejemplo: Jóse (José), Míguel (Miguel), Jésus (Jesús); entre otras que pueden derivar tanto de palabras esdrújulas como de agudas. 
En general hay una aversión por las palabras sobreesdrújulas, de las que podemos destacar una ausencia total, con diferentes resultados. En los adverbios finalizados en -mente el acento recae sobre la terminación, por ejemplo: mayorménte, sinceraménte. En construcciones con pronombres clíticos, el acento recae al final como por ejemplo: cuentaseló (cuéntaselo). 
Es común que los determinantes demostrativos se hagan átonos, [cita requerida] y se apoyen acentualmente en el sustantivo al que acompañan: estepuéblo (este pueblo), esteáño (este año), etc. 

## Morfología

### Artículos
Tendencia a utilizar el artículo definido antes de nombres propios: la Elena, la Pilar, el Antonio, el Jesús, etc. Este rasgo es de uso frecuente en la mayoría de modalidades castellanas, especialmente en contextos familiares; también se da en muchos otros dialectos vernáculos del mundo hispanohablante (con variados grados de estigmatización), y también en catalán, en portugués y en italiano.

### Pronombres
Hay varias características a destacar en el uso de los pronombres:
- Uso del pronombre posesivo en lugar del personal: al igual que en otras variedades del español: va delante mía (va delante de mí), vamos detrás suya (vamos detrás de él).
- Laísmo, Loísmo y Leísmo: el laísmo y el loísmo son fenómenos raros en la zona, sin embargo el leísmo puede darse en ocasiones por influencia de la televisión o por la fuerte migración de población a zonas leístas, tal vez adoptado por influencia de otros dialectos al ser considerado como culto, aunque el leísmo sea más común sigue siendo ausente y escaso.
- Cambio de posición de la partícula reflexiva y los pronombres enclíticos: este rasgo es común en muchos otros dialectos rurales peninsulares. El orden de los pronombres átonos combinados es en primer lugar el pronombre de complemento indirecto y en segundo lugar el pronombre reflexivo, orden contrario al del español estándar: me se cayó (se me cayó), me se dio (se me dio), etc.
- Rechazo de la redundancia: es notable o al menos mucho más común que en español normativo. Vas a caer (vas a caerte), etc.
- Uso de "ustedes": una gran diferencia con gran parte del andaluz occidental, que utiliza el pronombre ustedes para la segunda persona del singular con la particularidad de que se produce una solución mixta, usando ustedes con formas verbales propias de la segunda persona del plural. Este pronombre en andaluz oriental está reservado solo para la forma honorífica del mismo, al igual que en el resto de la península se usa mayoritariamente el pronombre vosotros con su forma verbal correspondiente. El uso de este pronombre para la segunda persona del singular y con formas verbales de esta, es residual en algunos lugares de Andalucía Oriental, pero en general hay una preferencia de vosotros frente a ustedes.
- Pronombre "os": en el ámbito geográfico de Andalucía occidental se usa el infinitivo seguido de -se en las formas verbales pronominales y en el modo imperativo en segunda persona del plural, donde en el resto de la península se usa el infinitivo seguido de -os. En andaluz oriental, se puede ver una solución mixta entre la andaluza y la castellana, es común verlo sustituido por sos [sɔ] o sus [sʊ], originado de la fusión con el "se". También esto puede ser efecto del cambio vocálico que dificulta la pronunciación de os ante vocales, que termina pasando a [ɔ]. En consecuencia de esto puede verse un pronombre personal derivado como: sotros (vosotros)
- Pronombre "nos": en algunas zonas puede verse sustituido por "mos", y como consecuencia "mosotros", aun así esto es residual y arcaico.

### Sufijos

#### Diminutivos

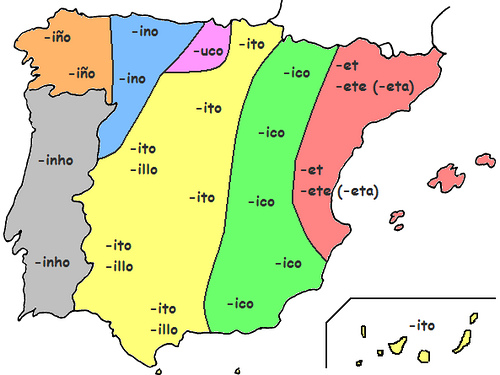
Sufijos diminutivos en la península ibérica, donde se observa el "-ico" como predominante en Andalucía Oriental.

En general hay una tendencia a la diminutivización, incluso en verbos, en ocasiones utilizados para evitar ambigüedades. Por ejemplo: echadico (echado). Los diminutivos se suelen hacer con las siguientes terminaciones y sus flexiones femeninas y plurales: -ico, -illo, -ete, -uso, -ito, -in, -ejo, -ujo, -ajo, -ijo, -i, -uela. A veces se pueden combinar varios como: chiquitillo, chiquitico, boniquillo, placetilla, lamparillica, etcal qu. Al igual que en español estándar los diminutivos suelen tener restos de interfijos etimológicos, como por ejemplo: coch-ec-ito, sol-ec-ito.

#### Aumentativos
Los aumentativos son muy variados y pueden tomar casi todas las variantes posibles del castellano, tales como: -asco, -usco, -aco, -on, -ote, -rrón, -azo,- anco, -acho, etc. Al igual que los diminutivos, los aumentativos suelen tener restos de interfijos etimológicos y se pueden combinar entre ellos y en ocasiones incluso con los diminutivos. En general representan más matices que los diminutivos.

## Léxico
El léxico específico y el vocabulario propio está salpicado ampliamente de un notable número de arcaísmos y formas en desuso en castellano, préstamos del romaní, aragonesismos, manchegismos, mozarabismos, andalucismos, valencianismos, murcianismos, vasquismos, latinismos, arabismos, etc. Además también hay algunas palabras de etimología dudosa, presumiblemente originadas en la zona. En general el andaluz oriental comparte mucho léxico con las variedades orientales del español de España, tales como las variedades aragonesa, riojana, navarra, soriana, churra, manchega y murciana. Muchos de estos términos se consideran vulgarismos en el castellano de otras zonas, al igual que en el resto de dialectos del español.
Desde el punto de vista semántico, las peculiaridades léxicas quizás son más abundantes, pues frecuentemente se usan vocablos españoles con un significado distinto al habitual. En ocasiones los significados dados a algunos términos son más conservadores que en el castellano estándar puesto que conservan sus etimologías originales, tanto fonéticamente como etimológicamente. Multitud de estos usos se deben a su origen en castellano antiguo o en aragonés. El significado de muchos vocablos depende de la entonación característica y el contexto. Hay léxico y vocablos exclusivos de algunas comarcas o localidades, no encontrados en zonas cercanas, a la vez que otras palabras compartidas con otras regiones, pero no pertenecientes al español normativo. 
La conservación del léxico propio se hace especialmente evidente en el léxico especializado de la vida, actividades y tareas rurales (agricultura, ganadería, caza) y en el vocabulario empleado para describir la geografía, medio ambiente (plantas y animales) y fenomenología locales, los objetos domésticos, útiles, herramientas o las tradiciones culturales, que son las de mayor probabilidad de conservación, debido a su uso poco común.

### Raíces modificadas por la influencia de artículos
- Reanálisis por influencia fosilizada del plural en palabras que empiezan por vocal: las enaguas → las senaguas (pl.) → la senagua (sg.)
- Reanálisis del artículo: electricista → el ectricista / el lectricista
- Reanálisis del género por influjo del artículo: una foto (f.) → un afoto (m.) ; una moto (f.) → un amoto (m.); la radio (f.) → l'arradio (m.).

- Contracciones de artículos: l'alacena, l'alcoba, etc.
- Reanálisis por aplicación en algunas palabras del artículo árabe al- por etimología popular: acacia → alcacia
- Cambio de género de algunas palabras: el calor → la calor

### Preposiciones innovadoras
Muchas de estas preposiciones innovadoras se dan en la mayoría de dialectos rurales de España, posiblemente como arcaismos conservados, heredados del castellano antiguo:
- casa → ca
- en casa → enca
- adentro de casa → anca
- a casa de → ase
- de → e / 0 (en las construcciones con valor genitivo se elide la /d-/ o la preposición se suprime completamente: coto('e) caza; coche' Juan)
- donde → onde
- a donde → ande
- cuando → ende
- para → pa (usado en ocasiones con el sentido de hacia o a)
- unos pocos de (usado como genitivo partitivo)
- a (usado en ocasiones con el sentido de por: ayer a la noche)

### Adverbios arcaicos
- hogaño (este año)
- anier/antier (anteayer)
- antaño (año anterior)

### Vocablos formados por flexión

#### Cambio de género
Se puede dar la masculinización de algunas palabras, como ovejo desde oveja y feminización de otras como pájara desde pájaro, en ocasiones conviven tres vocablos como liebro, liebra, y liebre, posiblemente considerando la /-e/ como masculino o como un género neutro innovado. Esto ocurre de forma similar en el manchego, y de hecho es mucho menos común en andaluz oriental que en manchego.